# Хозанкинское сельское поселение
Хоза́нкинское се́льское поселе́ние (чув. Хусанушкăнь ял тӑрӑхӗ) — муниципальное образование в Красночетайском районе Чувашии Российской Федерации.
Административный центр — деревня Хозанкино.

## История
Статус и границы сельского поселения установлены Законом Чувашской Республики от 24 ноября 2004 года № 37 «Об установлении границ муниципальных образований Чувашской Республики и наделении их статусом городского, сельского поселения, муниципального района и городского округа».

## Население
| 2010  | 2012  | 2013  | 2014  | 2015  | 2016  | 2017  |
| ----- | ----- | ----- | ----- | ----- | ----- | ----- |
| 1651  | ↘1584 | ↘1580 | ↗1586 | ↘1525 | ↘1447 | ↘1359 |
| 2018  | 2019  | 2020  | 2021  |       |       |       |
| ↘1305 | ↘1278 | ↘1224 | ↘1187 |       |       |       |

## Состав сельского поселения
| № | Населённый пункт | Тип населённого пункта          | Население |
| - | ---------------- | ------------------------------- | --------- |
| 1 | Верхнее Аккозино | деревня                         | ↗454      |
| 2 | Вторые Хоршеваши | деревня                         | ↗350      |
| 3 | Санкино          | деревня                         | ↗393      |
| 4 | Тиханкино        | деревня                         | ↗268      |
| 5 | Хозанкино        | деревня, административный центр | ↗190      |
| 6 | Хоршеваши        | село                            | ↗159      |
| 7 | Ягункино         | деревня                         | ↗260      |